# Lomonossow-Gymnasium
Das Lomonossow-Gymnasium Gorna Orjachowiza (bulgarisch Професионална гимназия по електротехника и електроника "Михайло Василиевич Ломоносов", deutsch: Berufsschule für Elektronik und Elektrotechnik Mihajlo Wassiljewitsch Lomonossow) kurz PGEE, ist ein Gymnasium in Gorna Orjachowiza, Bulgarien.

## Geschichte

### Technische Schule für Elektrotechnik Lomonossow
Die Schule wurde im September 1959 als Technische Schule für Elektrotechnik Lomonossow (Technikum auf Elektrotechnik) gegründet. Gründer der Schule war Marko Genchew. Das Gebäude wurde 1965 errichtet.
Der ursprüngliche Schwerpunkt der Schule lag in der Beschäftigung mit Radio- und Fernsehtechnik und elektrischen Maschinen und Geräten. Im Jahr 1963 wurde die Schule nach Michail Wassiljewitsch Lomonossow benannt.
Seit 2000 trägt die Schule den heutigen Namen. Das Lomonossow-Gymnasium ist seit 1982 eine UNESCO-Projektschule und eine Projektschule der Vereinten Nationen.

### Lomonossow-Gymnasium
Zum Ende des Schuljahres 1999/2000 wurde das Technikum auf Elektrotechnik Lomonossow von 1963 noch einmal geteilt. Die Schulen erhielten das Lomonossow-Gymnasium.
Das Gymnasium pflegt eine Partnerschaft mit dem Sonderpädagogischen „Pestalozzi“-Förderzentrum in Waren (Müritz), Deutschland. Bis 2009 haben das Lomonossow-Gymnasium ca. 10.000 Schüler durchlaufen.

## Profil
Hauptfächer sind Mathematik, Chemie, Physik, Geographie, Geschichte, Informatik und Biologie. Studenten studieren Englisch und fakultativ Deutsch, Französisch und Spanisch.
Technische Hauptfächer sind: Elektrotechnik, elektronische Komponenten, Programmierung, Analogtechnik und Digitaltechnik.

### Weitere Fächer
- Elektrische Maschinen und Geräte (1959–1998)[4]
- Radio- und Fernsehmechaniker (1959–1998)
- Elektrische Netze und Stationen (1965–2004)
- Elektronisches Rechnen (1968–1998)
- Kommunikationsausrüstung (1968–2006)
- Systemprogrammierung
- Erneuerbare Energien
- Rechnernetze
- Computeranlagen

## Bekannte Absolventen
- Georgi Motew, bulgarischer Offizier
- Stefan Terziew, Professor und Dekan der Freien Universität Warna[5]
- Marinela Yordanowa, Professor und Dekan der Technischen Universität Warna[6]
- Dobromir Dobrew, Bürgermeister von Gorna Orjachowiza[7]